# Psyllaephagus turbulentus
Psyllaephagus turbulentus är en stekelart som först beskrevs av Girault 1920.  Psyllaephagus turbulentus ingår i släktet Psyllaephagus och familjen sköldlussteklar. Inga underarter finns listade i Catalogue of Life.